# Arzu Karabulut
Arzu Karabulut (* 30. Januar 1991 in Köln) ist eine türkische Fußballspielerin, die seit dem 24. Januar 2024 Vertragsspielerin von Galatasaray Istanbul ist. Seit 2006 ist sie auch A-Nationalspielerin.

## Karriere

### Vereine
Karabulut durchlief seit 2002 die Jugendabteilungen des SC Fortuna Köln und gehörte von 2007 bis 2010 der Ersten Mannschaft in der drittklassigen Regionalliga West an. Mit dem Abstieg ihrer Mannschaft aus dieser Spielklasse, wechselte sie zur Saison 2010/11 zum Regionalligisten Bayer 04 Leverkusen II, für den sie in den vier Jahren ihrer Zugehörigkeit als Stammspielerin 69 Punktspiele bestritt und 40 Tore erzielte. Ihr einziges Pflichtspiel für die Erste Mannschaft bestritt sie am 27. November 2011 bei der 1:2-Niederlage im Bundesliga-Auswärtsspiel gegen den FF USV Jena mit Einwechslung für Mandana Knopf in der 64. Minute.
Zur Saison 2014/15 veränderte sie sich nach Izmir zum dort ansässigen Erstligisten und amtierenden Meister Konak Belediyespor, mit dem sie am Saisonende die Meisterschaft errang.
Anschließend spielte sie von 2015 bis 2017 für Trabzon İdmanocağı, für den sie in 40 Spielen 35 Tore erzielte. Am Ende ihrer zweiten Saison verließ sie Trabzon und gelangte nach Istanbul, wo sie für den Stadtteilverein Ataşehir Belediyespor eine Saison lang spielte. Danach spielte sie für die Frauenfußballabteilung des Lokalrivalen Beşiktaş Istanbul, mit dem sie am Saisonende erneut eine Meisterschaft gewann. Seit dem 5. August 2022 gehört sie dem ALG Spor Kulübü in der Kadınlar 1. Ligi an.

### Nationalmannschaft
Nachdem sie von Trainerin Bettina Wiegmann in die Mittelrheinauswahl berufen worden war, wurde auch der türkische Fußballverband auf Karabulut aufmerksam. Um zukünftig für das Geburtsland ihrer Eltern auflaufen zu können, legte sie die Deutsche Staatsangehörigkeit ab. Zwischen August 2006 und Oktober 2007 bestritt sie elf Länderspiele für die U17-Nationalmannschaft, unter anderem im Rahmen der Qualifikation für die U17-Europameisterschaft 2008, und erzielte dabei drei Tore. Bereits Anfang 2006 hatte sie im Alter von 14 Jahren für die U19-Nationalelf debütiert, für die sie bis 2010 insgesamt 39 Mal spielte und sieben Tore erzielte. 
Ihr Debüt in der A-Nationalmannschaft gab sie am 22. Januar 2006 beim 5:2-Sieg im Freundschaftsspiel gegen die Nationalmannschaft Nordmazedoniens. Ihr erstes A-Länderspieltor erzielte sie in ihrem zweiten Länderspiel am 13. März 2006 beim 1:1-Unentschieden im Freundschaftsspiel gegen die Nationalmannschaft der Ukraine mit dem Treffer zum Endstand in der 89. Minute.

## Erfolge
- Türkischer Meister 2015 (mit Konak Belediyesi) 2019 (mit Beşiktaş Istanbul)
- Mittelrheinmeister 2007 (mit den B-Juniorinnen des SC Fortuna Köln)

## Sonstiges
Karabulut, Tochter ihrer 1977 über Migration nach Deutschland gelangten Eltern, begann eine Ausbildung zur Steuerfachgehilfin, die sie im Jahr 2014 erfolgreich abschließen konnte.

## Anmerkung / Einzelnachweise
1. ↑  Statistik ohne Saison 2018/19
2. ↑  Anzahl LS auf tff.org
3. 1 2  Karabulut träumt von einem Tor gegen Deutschland. framba.de, 16. September 2012, archiviert vom Original am 25. Dezember 2013; abgerufen am 12. Juli 2014.
4. 1 2  Konak Belediyespor, Arzu Karabulut'a imza attırdı.. klasspor.com, 5. Juli 2014, abgerufen am 12. Juli 2014 (türkisch).
5. ↑  Spielpaarung auf soccerdonna.de
6. ↑  Kadınlar 1.Ligi'nde şampiyon Konak Belediyespor. klasspor.com, 24. April 2015, abgerufen am 26. April 2015 (türkisch).
7. ↑  Spielpaarung auf tff.org
8. ↑  Spielpaarung auf tff.org
9. ↑  „Für Messi mach’ ich mir die Haare glatt“ (Memento vom 24. Dezember 2013 im Internet Archive) auf express.de

| Personendaten    | Personendaten              |
| ---------------- | -------------------------- |
| NAME             | Karabulut, Arzu            |
| KURZBESCHREIBUNG | türkische Fußballspielerin |
| GEBURTSDATUM     | 30. Januar 1991            |
| GEBURTSORT       | Köln, Deutschland          |